# Pelexia fiebrigii
Pelexia fiebrigii är en orkidéart som beskrevs av Rudolf Schlechter. Pelexia fiebrigii ingår i släktet Pelexia och familjen orkidéer.
Artens utbredningsområde är Bolivia. Inga underarter finns listade i Catalogue of Life.